# Lonchophylla
Lonchophylla — рід родини листконосові (Phyllostomidae), ссавець ряду лиликоподібні (Vespertilioniformes, seu Chiroptera).

## Опис
Довжина голови й тіла від 45 до 65 мм, довжина передпліччя між 30 і 48 мм, хвіст довжиною 7—10 мм. Верх тіла від рудого до темно-коричневого, низ дещо блідіший. Писок довгий і вузький. Вуха середньої пропорції, круглі і відокремлені. Зубна формула: 2/2, 1/1, 2/3, 3/3 = 34.

## Поширення
Населяє Центральну і Південну Америку.